# Puerto Algarrobo
Puerto Algarrobo é uma junta de governo da província de Entre Ríos, na Argentina.